# Gare de Saujon
Gare de Saujon vasútállomás Franciaországban, Saujon településen.

## Vasútvonalak
Az állomást az alábbi vasútvonalak érintik:
- Saintes-Royan-vasútvonal
- Ligne de Pons à Saujon
- Saujon - La Grève railway line

## Kapcsolódó állomások
A vasútállomáshoz az alábbi állomások vannak a legközelebb:
- Gare de Saintes
- Gare de Royan